# وادي المغار (صحم)
وادي المغار منطقة سكنية تقع في ولاية الخابورة التابعة لمحافظة شمال الباطنة في سلطنة عمان. يقدر عدد سكانها بـ 100 نسمة حسب إحصاء عام 2010 التابع للمركز الوطني للإحصاء والمعلومات الحكومي. رمز المنطقة هو 60430261.

## الوصلات الخارجية
- المركز الوطني للإحصاء والمعلومات، سلطنة عمان